# 威廉·曼彻斯特

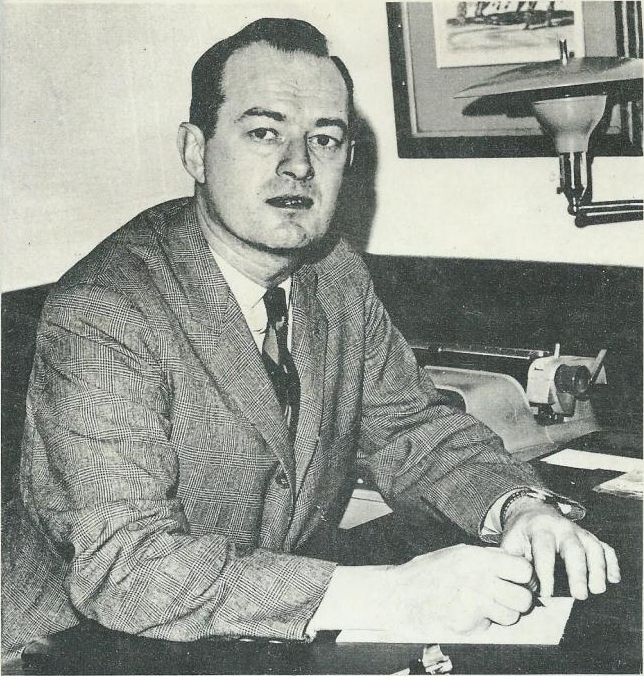
威廉·曼彻斯特

威廉·雷蒙德·曼彻斯特（1922年4月1日 - 2004年6月1日） 是一位美国作家、传记作家和历史学家。他一共寫了18本书，被翻译成20多种语言。 
1947年，曼彻斯特开始担任巴尔的摩太阳报记者，不久他遇到了记者H·L·孟肯，后者成为了他的朋友和导师， 曼彻斯特的硕士论文和第一本著作就以H·L·孟肯為主题。
1955年，曼彻斯特成为維思大學下屬出版社的编辑。  后来他成为该大学的历史学兼職教授和驻校作家。 